# Discus retextus
Discus retextus е изчезнал вид коремоного от семейство Discidae.

## Разпространение
Този вид е бил ендемичен за Ла Палма, Канарските острови.